# Estonia na Mistrzostwach Świata w Lekkoatletyce 2015
Estonia na Mistrzostwach Świata w Lekkoatletyce 2015 – reprezentacja Estonii podczas Mistrzostw Świata w Pekinie liczyła 15 zawodników, z których żaden nie zdobył medalu.

## Występy reprezentantów Estonii

### Mężczyźni

#### Konkurencje biegowe
| Konkurencja                   | Zawodnik            | Runda 1  | Runda 1 | Półfinał | Półfinał | Finał    | Finał   |
| Konkurencja                   | Zawodnik            | Rezultat | Pozycja | Rezultat | Pozycja  | Rezultat | Pozycja |
| ----------------------------- | ------------------- | -------- | ------- | -------- | -------- | -------- | ------- |
| Maraton                       | Roman Fosti         | —        | —       | —        | —        | 2:20:35  | 20.     |
| Bieg na 400 m przez płotki    | Jaak-Heinrich Jagor | 50,29    | 36.     | NQ       | NQ       | NQ       | NQ      |
| Bieg na 400 m przez płotki    | Rasmus Mägi         | 49,18    | 17. Q   | 48,76    | 13.      | NQ       | NQ      |
| Bieg na 3000 m z przeszkodami | Kaur Kivistik       | 8:56,36  | 34.     | —        | —        | NQ       | NQ      |

#### Konkurencje techniczne
| Konkurencja    | Zawodnik      | Eliminacje | Eliminacje | Finał    | Finał   |
| Konkurencja    | Zawodnik      | Rezultat   | Pozycja    | Rezultat | Pozycja |
| -------------- | ------------- | ---------- | ---------- | -------- | ------- |
| Rzut dyskiem   | Gerd Kanter   | 64,78      | 3. q       | 64,82    | 4.      |
| Rzut dyskiem   | Martin Kupper | 61,59      | 16.        | NQ       | NQ      |
| Rzut oszczepem | Magnus Kirt   | 78,84      | 22.        | NQ       | NQ      |
| Rzut oszczepem | Tanel Laanmäe | 80,65      | 13.        | NQ       | NQ      |
| Rzut oszczepem | Risto Mätas   | 81,56      | 11. q      | 76,69    | 12.     |

| Dziesięciobój | Dziesięciobój       | Dziesięciobój | Dziesięciobój | Dziesięciobój |
| Zawodnik      | Konkurencja         | Wynik         | Punkty        | Pozycja       |
| ------------- | ------------------- | ------------- | ------------- | ------------- |
| Janek Õiglane | Bieg na 100 m       | 11,51         | 750           | 28.           |
| Janek Õiglane | Skok w dal          | 6,78          | 762           | 28.           |
| Janek Õiglane | Pchnięcie kulą      | 14,43         | 755           | 12.           |
| Janek Õiglane | Skok wzwyż          | 1,92          | 731           | 24.           |
| Janek Õiglane | Bieg na 400 m       | 50,95 (PB)    | 771           | 26.           |
| Janek Õiglane | Bieg na 110 m p.pł. | 15,33         | 810           | 23.           |
| Janek Õiglane | Rzut dyskiem        | 40,94 (PB)    | 684           | 19.           |
| Janek Õiglane | Skok o tyczce       | 4,60 (SB)     | 790           | 19.           |
| Janek Õiglane | Rzut oszczepem      | 68,51         | 867           | 1.            |
| Janek Õiglane | Bieg na 1500 m      | 4:43,06       | 661           | 18.           |
| Razem         | Razem               | Razem         | 7581          | 19.           |

| Dziesięciobój | Dziesięciobój       | Dziesięciobój | Dziesięciobój | Dziesięciobój |
| Zawodnik      | Konkurencja         | Wynik         | Punkty        | Pozycja       |
| ------------- | ------------------- | ------------- | ------------- | ------------- |
| Maicel Uibo   | Bieg na 100 m       | 11,25         | 806           | 24.           |
| Maicel Uibo   | Skok w dal          | 7,13          | 845           | 23.           |
| Maicel Uibo   | Pchnięcie kulą      | 14,45         | 756           | 10.           |
| Maicel Uibo   | Skok wzwyż          | 2,13          | 925           | 1.            |
| Maicel Uibo   | Bieg na 400 m       | 50,24 (PB)    | 804           | 22.           |
| Maicel Uibo   | Bieg na 110 m p.pł. | 15,01         | 848           | 19.           |
| Maicel Uibo   | Rzut dyskiem        | 43,69         | 740           | 10.           |
| Maicel Uibo   | Skok o tyczce       | 5,10          | 941           | 7.            |
| Maicel Uibo   | Rzut oszczepem      | 64,51 (PB)    | 806           | 2.            |
| Maicel Uibo   | Bieg na 1500 m      | 4:25,53 (PB)  | 774           | 6.            |
| Razem         | Razem               | Razem         | 8245          | 10.           |

### Kobiety

#### Konkurencje biegowe
| Konkurencja | Zawodniczka | Runda 1  | Runda 1 | Półfinał | Półfinał | Finał        | Finał   |
| Konkurencja | Zawodniczka | Rezultat | Pozycja | Rezultat | Pozycja  | Rezultat     | Pozycja |
| ----------- | ----------- | -------- | ------- | -------- | -------- | ------------ | ------- |
| Maraton     | Liina Luik  | —        | —       | —        | —        | 2:39:42 (PB) | 27.     |
| Maraton     | Lily Luik   | —        | —       | —        | —        | 2:45:22(SB)  | 38.     |

#### Konkurencje techniczne
| Konkurencja | Zawodniczka  | Eliminacje | Eliminacje | Finał    | Finał   |
| Konkurencja | Zawodniczka  | Rezultat   | Pozycja    | Rezultat | Pozycja |
| ----------- | ------------ | ---------- | ---------- | -------- | ------- |
| Skok wzwyż  | Eleriin Haas | 1,85       | 25.        | NQ       | NQ      |

| Siedmiobój   | Siedmiobój         | Siedmiobój | Siedmiobój | Siedmiobój |
| Zawodniczka  | Konkurencja        | Wynik      | Punkty     | Pozycja    |
| ------------ | ------------------ | ---------- | ---------- | ---------- |
| Grit Šadeiko | Bieg na 100 m p.pł | 13,36 (NR) | 1071       | 8.         |
| Grit Šadeiko | Skok wzwyż         | 1,77 (SB)  | 941        | 24.        |
| Grit Šadeiko | Pchnięcie kulą     | 12,05      | 664        | 31.        |
| Grit Šadeiko | Bieg na 200 m      | 24,41      | 942        | 11.        |
| Grit Šadeiko | Skok w dal         | 6,22       | 918        | 8.         |
| Grit Šadeiko | Rzut oszczepem     | 47,78      | 817        | 9.         |
| Grit Šadeiko | Bieg na 800 m      | 2:17,32    | 860        | 16.        |
| Razem        | Razem              | Razem      | 6213 (SB)  | 15.        |